# スティーヴン・スティッチ

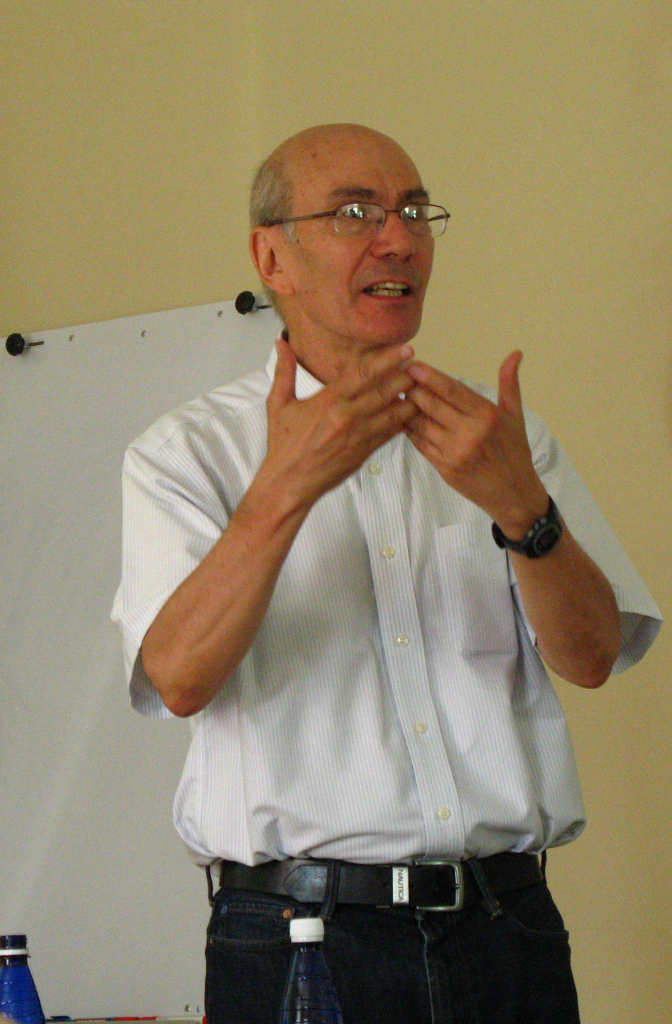
スティーヴン・スティッチ（2010年）

スティーヴン・スティッチ（英語：Stephen Stich、1943年3月9日 - ）は、ラトガース大学の哲学教授、シェフィールド大学の哲学名誉教授。スティッチの主な研究テーマは心の哲学、認知科学、認識論、道徳心理学である。1983年の著書『素朴心理学から認知科学へ』では消去主義的唯物論への賛成で多くの関心を引いた。しかしその後立場を修正し、特に1996年に『心を再構成する』を著した。

## 経歴
スティッチは1960年から1964年までペンシルベニア大学に通い、そこでPhilomatheanソサイエティの会員だった。1964年に学士を得、1964年から1968年までプリンストン大学で学んだ。1968年に博士を取得した。その後ミシガン大学、メリーランド大学、シェフィールド大学、ラトガース大学を含むいくつかの大学で教鞭を執った。2005年にシェフィールド大学で名誉教授となった。主にラトガース大学を拠点としているが、シェフィールド大学にもハン・セン認知研究センターで研究し、学生に教えるために定期的に通っている。2007年にジャン・ニコ賞を受賞し「道徳理論が認知科学と出会う：認知科学が伝統的な議論を変える方法」と題された一連の講義をパリで行った。

## 研究
心の哲学と認知科学に関連して、スティッチは1983年に消去主義的唯物論に賛成し、精神的な議論は物理的、身体的な議論に置き換えられるべきだと主張した。しかしその後、心に対する見解を若干修正した。認識論に関連しては、同僚たちとともに実験哲学の手法を用いて直観能力、特に文化間の認識的直観の差異の性質を調査した。これは分析哲学の伝統的な手法と概念的な分析への彼の一般的な懐疑を反映している。『理性の断片化』では“プラグマティズムの精神で”認識論的相対主義の一種を描写した。彼とショーン・ニコルズは人間がどのように自分や他人の精神状態を把握するのか、およびマインドリーディングについて議論を行い、2003年に提示した。彼らの理論はシミュレーション理論とセオリー理論（素朴心理学）両方の要素を含んでいる。また模倣を可能にする精神構造の説明も試みている。

## 出版物（抜粋）
- 1972, "Grammar, Psychology and Indeterminacy", Journal of Philosophy, LXIX, 22, pp. 799–818.
- 1978, "Empiricism, Innateness and Linguistic Universals", Philosophical Studies, Vol. 33, No. 3, pp. 273–286.
- 1978, "Beliefs and Sub-Doxastic States", Philosophy of Science, Vol. 45, No. 4, pp. 499–518.
- 1979, "Do Animals Have Beliefs?" The Australasian Journal of Philosophy, Vol. 57, No. 1, pp. 15–28.
- 1983, From Folk Pschology to Cognitive Science: The Case Against Belief, MIT Press.
- 1985, "Could Man Be An Irrational Animal?" Synthese, Vol. 64, No. 1, pp. 115–135.
- 1988, "Reflective Equilibrium, Analytic Epistemology and the Problem of Cognitive Diversity", Synthese, Vol. 74, No. 3, pp. 391–413.
- 1990, "Connectionism, Eliminativism and the Future of Folk Psychology", Philosophical Perspectives, Vol. 4, pp. 499–533. (with William Ramsey & Joseph Garon)
- 1990, The Fragmentation of Reason: Preface to a Pragmatic Theory of Cognitive Evaluation, MIT Press.
  - 『断片化する理性―認識論的プラグマティズム』　薄井尚樹（訳） ＜双書現代哲学＞ 勁草書房 2006年 ISBN 4326199504
- 1992, "What Is a Theory of Mental Representation?" Mind, Vol. 101, No. 402, pp. 243–61.
- 1993, "Naturalizing Epistemology: Quine, Simon and the Prospects for Pragmatism", in C. Hookway & D. Peterson (eds.), Philosophy and Cognitive Science, Royal Institute of Philosophy, Supplement no. 34 (Cambridge: Cambridge University Press), pp. 1–17. Online text
- 1996, Deconstructing the Mind, Oxford University Press. Chapter 1 online
- 1998, "The Flight to Reference, or How Not to Make Progress in the Philosophy of Science", (with Michael Bishop) Philosophy of Science, Vol. 65, No. 1, pp. 33–49. Online text
- 1998, "Theory Theory to the Max", (with Shaun Nichols) Mind and Language, Vol. 13, No. 3, pp. 421–49. Online text
- 2001, "Jackson's Empirical Assumptions", (with Jonathan Weinberg) Philosophy and Phenomenological Research, Vol. 62, No. 3, pp. 637–643. Online text
- 2003, Mindreading, (co-authored with Shaun Nichols) Oxford University Press.
- 2006, "Two Theories about the Cognitive Architecture Underlying Morality", (with Daniel Kelley), Online Philosophy Conference, Online PDF